# Division I 1974-1975 (pallacanestro maschile)
La Division I 1974-1975 è stata la 43ª edizione del massimo campionato belga di pallacanestro maschile. La vittoria finale è stata appannaggio del Racing Mechelen.

## Risultati

### Stagione regolare
|     | Squadra         | G  | V  | P  | PF | PS | Pt. | Qualificazione       |
| --- | --------------- | -- | -- | -- | -- | -- | --- | -------------------- |
| 1.  | Racing Mechelen | 22 | 18 | 4  |    |    | 36  | girone finale        |
| 2.  | Racing Anversa  | 22 | 17 | 5  |    |    | 34  | girone finale        |
| 3.  | Bavi Vilvoorde  | 22 | 13 | 9  |    |    | 26  | girone finale        |
| 4.  | Brugge          | 22 | 12 | 10 |    |    | 24  | girone finale        |
| 5.  | Standard Liegi  | 22 | 12 | 10 |    |    | 24  | girone finale        |
| 6.  | Al-Al Monceau   | 22 | 11 | 11 |    |    | 22  | girone finale        |
| 7.  | BUS Lier        | 22 | 11 | 11 |    |    | 22  | girone retrocessione |
| 8.  | Ostenda         | 22 | 10 | 12 |    |    | 20  | girone retrocessione |
| 9.  | Royal Molenbeek | 22 | 10 | 12 |    |    | 20  | girone retrocessione |
| 10. | Prado Kortrijk  | 22 | 9  | 13 |    |    | 18  | girone retrocessione |
| 11. | Okapi Aalstar   | 22 | 5  | 17 |    |    | 10  | girone retrocessione |
| 12. | Athlon Ieper    | 22 | 4  | 18 |    |    | 8   | girone retrocessione |

### Girone retrocessione
|     | Squadra         | G  | V  | P  | PF | PS | Pt. | Qualificazione |
| --- | --------------- | -- | -- | -- | -- | -- | --- | -------------- |
| 7.  | BUS Lier        | 32 | 18 | 14 |    |    | 36  |                |
| 8.  | Ostenda         | 32 | 18 | 14 |    |    | 36  |                |
| 9.  | Prado Kortrijk  | 32 | 17 | 15 |    |    | 34  |                |
| 10. | Royal Molenbeek | 32 | 14 | 18 |    |    | 28  |                |
| 11. | Okapi Aalstar   | 32 | 7  | 25 |    |    | 14  | retrocesse     |
| 12. | Athlon Ieper    | 32 | 5  | 27 |    |    | 10  | retrocesse     |

### Girone finale
|    | Squadra         | G  | V  | P  | PF | PS | Pt. |
| -- | --------------- | -- | -- | -- | -- | -- | --- |
| 1. | Racing Mechelen | 32 | 25 | 7  |    |    | 50  |
| 2. | Racing Anversa  | 32 | 21 | 11 |    |    | 42  |
| 3. | Bavi Vilvoorde  | 32 | 19 | 13 |    |    | 38  |
| 4. | Standard Liegi  | 32 | 18 | 14 |    |    | 36  |
| 5. | Al-Al Monceau   | 32 | 16 | 16 |    |    | 32  |
| 6. | Brugge          | 32 | 14 | 18 |    |    | 28  |

| Division I 1974-1975      |
| ------------------------- |
| Racing Mechelen 6º titolo |